# Epimeces
Epiméces — підрід жуків роду Lixus родини Довгоносики (Curculionidae).

## Зовнішній вигляд
До цього підроду відносяться жуки, довжина тіла яких становить 4—18 мм. Основні ознаки:
- передньоспинка і надкрила дуже густо і рівномірно вкриті дрібними зернятками;
- передній край передньоспинки з шиєподібною перетяжкою поблизу вершини, боки вкриті довгими жовтими волосками, що розташовані у вигляді смуг;
- кігтики при основі зрослися;
- вершини надкрил закруглені разом, не видовжені і не загострені за вершиною черевця.

Фото видів цього під роду див. на.

## Спосіб життя
Типовий для видів роду Lixus. Для вивчених у цьому відношенні видів (див., наприклад,) рослинами-господарями слугують різні види з родин Айстрові. Імаго живляться їх зеленими частинами, яйця відкладають у стебла. Їжа личинок — тканини серцевини, заляльковування відбувається у камері з тонкими стінками.

## Географічне поширення
Ареал підроду охоплює весь Південь Палеарктики, тяжіючи до його центральної та західної частин. У цих широких межах деяким видам притаманний порівняно невеликий регіон. Три види цього підроду входять до фауни України (див. нижче).

## Класифікація
Наводимо перелік 9 видів цього підроду, що мешкають у Палеарктиці. Види української фауни позначені кольором:
- Lixus cardui  Olivier, 1807 — Південна Європа, Закавказзя, Північна Африка, Близький Схід, Туреччина, Іран, Західний Сибір, інтродукований до Австралії
- Lixus filiformis (Fabricius, 1781) — Південна Європа, Закавказзя
- Lixus flaveolus Motschulsky, 1849 — Іспанія
- Lixus nigricornis Desbrochers des Loges, 1893 — Італія
- Lixus petrii Csiki, 1904 — Алжир
- Lixus scolopax  Boheman, 1835 — Південна Європа, Закавказзя, Північна Африка, Туреччина, Близький Схід, Іран
- Lixus spartiiformis Hoffmann, 1956 — Іран
- Lixus strangulatus Faust. 1883 — Іран, Середня Азія, Казахстан
- Lixus ulcerosus Petri, 1904 — Іспанія, Франція, Італія, Північна Африка

## Практичне значення
Вид Lixus cardui інтродукований до Австралії для пригнічення популяцій пасовищних бур'янів.